# Huay Keua
 (août 2019).
Huay Keua est un village du Laos situé dans la province de Champassak, dans le district de Pathoomphone, à l'est du Mékong. Il est traversé par la route nationale 13 et relie l'archipel des Si Phan Don à la ville de Paksé.